# 田中敦子
田中敦子（日语：／ Tanaka Atsuko，1962年11月14日—2024年8月20日），本名佐藤敦子，為日本的女性配音員、旁白。出身於群馬縣前橋市，隸屬於Mausu Promotion。畢業於群馬縣立前橋女子高等學校、菲利斯女學院大學國文科（日文科）。
其音嗓低沉、妖豔，常出演決斷機智、武藝高強的女性角色。角色代表作是動畫攻殼機動隊系列的草薙素子與在日本地區放映的六人行影集中的菲比·布菲。

## 生平
就讀大學時和朋友因為興趣而從事舞台劇活動，畢業之後在電腦產業相關的公司當了五年的上班族。在上班的這段時期，同時也去學習舞蹈，所隸屬的舞蹈團最少每月會有一次的舞台活動。原本並沒有當聲優的打算，透過舞蹈團中從事聲優工作者的介紹，去了東京播報員學園（Tokyo Announce Academy）上課，之後開始以當聲優為目標。
一開始從事企業用錄影帶與電視劇演出，直到擔任美國影集《ENG》的配音時，才開始成為聲優正式出道。感受到聲優工作的魅力後，開始專心致志於聲優演出。（目前在電視劇上很少登場，要看到她本人演出的演技，現在只有在其經紀公司MAUSU Production舞台上，才有可能看到）。曾說過，若比較動畫與外國電影，她比較喜歡追求自然演技的外國電影。
尊敬的人是同樣在聲優業活躍的高島雅羅。在新人時代與高島雅羅共演時，受到她穩重個性、現場精彩演出的演技所吸引；據本人所說，在此之後在聲優業裡就以她為目標。
和經常在洋片中一起配音的小山力也有著會互相叫暱稱的好交情。（田中敦子會叫小山「小力」（りきちゃん），而小山力也會叫田中「小敦」（あっちゃん））。
此外在動畫《YAT安心!宇宙旅行》中和扮演女兒（田中敦子是演母親）的興梠里美是同年同月同日生。另外，和經常共同演出的古澤徹是幼稚園的同學。
将自己的手机铃定为草薙素子的台词。
在出演《攻殼機動隊2 INNOCENCE》时铃木敏夫曾想将主角的声优定为山口智子，在TV版企画阶段神山健治也曾想换声优，都因押井的反对作罢。
有一个妹妹和一个儿子。
2024年8月20日，田中敦子因病逝世，享年61歲，其訃告由其子田中光於在X（前推特）上發表。
2024年12月7日於手機遊戲怪物彈珠中登場的全新角色瓦妮妲絲是田中敦子於生前提前錄好音，並且是最後一次獻聲。

## 逸事
在《東京角色秀RADIO》（Tokyo Character Show RADIO）中，原先預定由同事務所的大塚明夫出場，因大塚明夫生了急病而代替他擔任來賓上場時，為了對田中理惠曾經在《攻殻機動隊 S.A.C. 2nd GIG》的影像特典中，模仿草薙素子聲音演出的事報一箭之仇，田中敦子就模仿起田中理惠在CHOBITS中所演的小唧。（之後大塚明夫仍上這節目擔任來賓。）另外，田中敦子和田中理惠之後則在工作狂中共同演出。

## 演出
粗體字表示主要角色。

### 電視動畫
1993年
- 機動戰士V GUNDAM（ユカ・マイラス）
- 魯邦三世：魯邦暗殺指令（カレン･コーリスキー教授）

1994年
- 咕嚕咕嚕魔法陣（ビケイン）
- 碧奇魂（禮子的母亲）

1995年
- VR快打（エヴァ・デュリックス）
- 夢幻游戏（房宿）
- 忍空（朱美、典子）

1996年
- 超者萊汀（天賀井玲子）
- YAT安心!宇宙旅行（アン・マリーゴールド）
- 名侦探柯南（木下明子）

1997年
- 酷妹當家（芭蕾舞老師）
- 金田一少年之事件簿（笹本美華）
- 烙印勇士（スラン）
- 馬赫GOGOGO（1997年）（賽西兒·葉月）
- マスターモスキートン'99（ウルフレディ）

1998年
- AWOL -Absent Without Leave-（ダナ・マクラレン）
- 星際牛仔（コフィ）
- 機動神腦（希拉·格拉斯）
- 夢幻拉拉（羽根石弘美）

1999年
- 亞歷山大戰記（卡珊德拉）
- 星方天使（薇樂莉亞）
- ぶぶチャチャ（ママ）
- 人形草紙傀儡师左近（秋月二葉）
- 火魅子传（藤那）

2000年
- 萬有引力（薰子）

2002年
- 神奇寶貝超世代（アザミ）
- Weiß kreuz Gluhen（辻井真由美）
- 攻壳机动队 STAND ALONE COMPLEX（草薙素子）
- 翼神世音（七森小夜子）

2003年
- 銀河鐵道物語（カタリナ・シェリル）
- 灌籃少年（冰室恭子）
- バトルプログラマーシラセ（天野琴恵）
- 狼雨（ジャガラ卿）

2004年
- 阿嘉莎‧克莉絲蒂：名偵探白羅與瑪波（雷蒙小姐）
- 神無月巫女（アメノムラクモ）
- 攻壳机动队 S.A.C. 2nd GIG（草薙素子）
- 超生命体トランスフォーマー ビーストウォーズリターンズ（ボタニカ）
- 怪醫黑傑克（黑皇后）
- 魔法少女隊アルス（アテリア）
- MONSTER（マルゴット・ランガー）

2005年
- Gallery Fake（翡翠）
- 到另一個你的身邊去（後藤美有樹）
- BLACK CAT（艾基多娜‧帕拉斯）
- 魯邦三世：天使の策略 ～夢のカケラは殺しの香り～（辻斬りカオル）

2006年
- 受讚頌者（卡露拉）
- Ergo Proxy（ラカン）
- 攻殼機動隊 S.A.C. Solid State Society（草薙素子）
- 史上最強弟子兼一（芙雷雅/久賀館要）
- 雙面騎士（伊麗莎維塔）
- 少年陰陽師（高龗神）
- 超級機械人大戰OG -Divine Wars-（薇蕾塔·巴迪姆）
- 奏光のストレイン（メロドック）
- 工作狂（梶舞子）
- Fate/Stay night（Caster）
- 名偵探柯南（江本彩）

2007年
- 京四郎與永遠的天空 （綾小路三華）
- MOONLIGHT MILE（ファトマ・トゥレ・グットウ）
- 悲慘世界 少女珂賽特（瑟芬）
- 惡魔獵人（翠絲）
- 獸神演武（紅英玖儒）

2008年
- 死後文（立石尚子）
- 野良耳（トリミ）
- 破天荒遊戲（イリリア・ローズ）
- 二十面相少女（白髮鬼）
- S.A特優生（狩野堇）

2009年
- 貓願三角戀（喵姆薩斯）
- 青色文學系列「人間失格」（夫人）
- 川之光（ブルー）
- 源氏物語千年纪 Genji（王命妇）
- 戰場女武神（艾蕾諾亞·巴羅多）
- 女王之刃（クローデット）
- 蒼天航路（卞玲瓏）
- 海猫泣鳴之時（右代宮霧江、須磨寺霞）
- 火影忍者疾風傳（小南）
- Princess Lover!（約瑟芬·喬斯塔）
- 科學超電磁砲（木山春生）

2010年
- 一騎當千 XTREME XECUTOR（孟獲）
- 只有神知道的世界（二階堂老師）
- 马达加斯加企鹅第一季（キッカ）
- 超級機械人大戰OG -The Inspector-（薇蕾塔·巴迪姆）
- 信蜂 Reverse（ボニー）
- 變形金剛進化版（航空兵スリップストリーム）
- 寵物小精靈BestWishes（蘆薈）

2011年
- 只有神知道的世界II（二階堂老師）
- 銀魂（不三子）

2012年
- Campione 弒神者！（璐克蕾琪雅·索拉）
- 心連·情結（永瀨玲佳〈伊織的母親〉）
- TARI TARI（教導主任）
- JoJo的奇妙冒險（莉莎莉莎）

2013年
- 心跳！光之美少女（瑪莫）
- Little Busters!（主播）
- 只有神知道的世界 女神篇（二階堂老師）
- 銀狐（豐倉江津子）

2014年
- 魔法戰爭（瓦爾蕾特·諾斯）
- 銀河騎士傳（莎瑪莉）
- 寄生獸 生命的準則（田宮良子）
- Fate/stay night（ufotable版）（Caster）
- 四月是你的謊言（落合由里子）
- 女友伴身邊（藤堂靜子）
- 鋼彈 Reconguista in G（威爾米特・傑納姆）
- 名偵探柯南（領域外的妹妹/瑪麗[[[Wikipedia:格式手册/链接#章節|錨點失效]]]）

2015年
- The Rolling Girls（藤原春）
- 亞爾斯蘭戰記（泰巴美娜）
- 蠟筆小新（犬髮霧子）
- 銀河騎士傳 第九行星戰役（莎瑪莉）
- 偶像大師 灰姑娘女孩（美城常務）
- 傳頌之物 虛偽的假面（卡露拉）
- 機動戰士GUNDAM 鐵血的孤兒（亞米達·艾卡）

2016年
- 紅殼的潘朵拉（烏薩爾·大利拉）
- SUPER LOVERS（春子·D·狄克曼）
- 亞爾斯蘭戰記 風塵亂舞（泰巴美娜）
- 齊木楠雄的災難（性感女性）
- 機動戰士GUNDAM 鐵血的孤兒 第二期（亞米達·艾卡）
- 超心動！文藝復興（瑠衣的母親）
- 3年D班玻璃假面（月影千草）

2017年
- ACCA13區監察課（莫芙）
- SUPER LOVERS 2（春子·D·狄克曼）
- 騎士&魔法（馬蒂娜·歐魯特·克沙佩加）
- 牙狼〈GARO〉-VANISHING LINE-（修女）
- 動畫同好會（女僕世場須）

2018年
- 鬼燈的冷徹 第貳期 其之貳（茶吉尼）
- 甜心戰士 Universe（基爾[6]）

2019年
- PSYCHO-PASS 3（裁园寺荚子）

2020年
- 聆聽者（金[7]）
- 體操武士（荒垣瑪麗）
- 咒術迴戰（花御）

2021年
- 工作細胞BLACK（白血球〈嗜中性球〉）
- 王者天下3（媧燐）
- 與你一起健身拳擊（勞拉）

2022年
- 王者天下4（媧燐）
- 受讚頌者 二人的白皇（卡露拉[8]）
- 惑星公主蜥蜴騎士（姆）

2023年
- 吸血鬼馬上死2（米菈）
- 七魔劍支配天下（艾絲梅拉達[9]）
- 咒術迴戰（第2期）（花御）
- 名偵探柯南（萩原千速）
- 葬送的芙莉蓮（弗蘭梅[10]）

2024年
- 治癒魔法的錯誤使用法（羅絲[11]）
- 勇氣爆發Bang Bravern（克努斯[12]）
- 烏鴉不擇主（大紫御前[13]）
- 黑執事 -寄宿學校篇-（法蘭西絲·米多福特）

2025年
- #空帕斯2.0：陣地攻防戰（維歐蕾塔[14]）

### OVA
- 海底嬌娃藍華（ネーナ・ハーゲン）
- 轉校生（真一的母亲）
- 不思议游戏（多喜子）
- 不思议游戏 女誠国物語（房宿）
- 不思议游戏 第二部（房宿）
- 超級機器人大戰ORIGINAL GENERATION THE ANIMATION（薇蕾塔·巴迪姆）
- 戰鬥妖精雪風（マーニィ）
- Carnival Phantasm（Caster）

2017年
- SUPER LOVERS OAD2（春子·D·狄克曼）

2020年
- ACCA13區監察課 Regards（莫芙）[15]

2021年
- Fate/Grand Carnival（卡蜜拉、謎之貓Y）

### 劇場版動畫
- 《金田一少年之事件簿2》：藍沢由理恵
- 《攻殼機動隊》：草薙素子
- 《攻壳机动队2 INNOCENCE》：草薙素子
- 《機動警察三》（岬冴子）
- 《Brave Story》（陽光神將）
- 《貓的報恩》：布魯（原名：ブルー）
- 《琴之森》（雨宮奈美惠）

2013年
- 《魔兵驚天錄 噬血宿命》(蓓優妮塔）

2017年
- 剧场版 黑執事 Book of the Atlantic（法蘭西絲·米多福特）
- Fate/stay night Heaven's Feel（Caster）

2018年
- 我想吃掉你的胰臟（「我」的媽媽[16]）
- 忍者蝙蝠俠（毒藤女）

2019年
- 蜘蛛俠：跳入蜘蛛宇宙（凡妮莎·菲斯克）

2021年
- 名偵探柯南：緋色的彈丸（瑪麗）

### 遊戲
- Fate/tiger colosseum（Caster）
- 超級機器人大戰系列（薇蕾塔·巴迪姆、ユカ・マイラス、シラー・グラス）

1994年
- 安潔莉可（第255代女王補佐官ディア）

1995年
- ソリッドフォース［PC-Engine]（サラ・メディシナ）
- フィロソマ（ニコラ・ミショー大尉）

1997年
- 夜行偵探PLUS（アクア・ロイド）
- DESIRE（クリスティ・シェパード）
- Refrain Love（高宮祥子）

1998年
- 英雄傳說III 白髮魔女（Sega Saturn版）（ゲルド）

1999年
- アイドル雀士を作っちゃおう♥ （早乙女ななみ）
- いつか、重なりあう未来へ（ルージュ・ヴァンスタージュ）
- 快打旋風III 3rd Strike（春麗、ポイズン）
- 立体忍者活劇 天誅 忍凱旋（明智田鶴）
- 閃電霹靂車系列（AKF-0/1B ネメシス）

2000年
- 高機動幻想GPM（本田節子）
- 我的暑假（沙織）
- 立体忍者活劇 天誅弐（香我美）

2001年
- 櫻花大戰3～巴黎在燃燒嗎～（ピトン）

2002年
- 鬼武者2（高女）
- 探偵神宮寺三郎 Innocent Black（氷室透子）
- 我的暑假2（芳花）

2003年
- 永遠的伊蘇I・II（サラ）
- 女忍者（緋花）
- 古墓奇兵：暗黑天使（蘿拉·卡芙特）

2004年
- 機戰傭兵 前線方程式（マニュアル）
- CAPCOM FIGHTING Jam（春麗、Rose）
- 攻壳机动队 STAND ALONE COMPLEX（草薙素子）
- 闇影之心2（犬神咲）
- 烙印勇士：千年帝國之鷹篇 聖魔戰記之章（スラン）

2005年
- BALDR FORCE（橘玲佳）
- OZ（アルミラ）
- 編碼時代指導者～繼承者與被繼承者～（フィオナ）
- 式神之城 七夜月幻想曲（ふみこ・オゼット・ヴァンシュタイン）
- 縱橫諜海：混沌理論（アンナ・グリムスドッティア）
- Twelve～戦国封神伝～（帝、ナカエ、セリーナ）
- NAMCO x CAPCOM（春麗、レジーナ）
- 鋼之鍊金術師3～繼承神的少女（ヴィーナス・ローズマリア）
- 義經紀（源義經）

2006年
- 傳頌之物（卡露拉）
- 式神之城3（ふみこ・オゼット・ヴァンシュタイン）
- 地獄犬的輓歌 -最終幻想VII-（ロッソ）
- 天下人（吉岡林）
- 北欧女神2 希尔梅莉亚（レオーネ）（アーリィ）
- 摔角天使（中森あずみ、霧島レイラ）
- R.O.H.A.N（ダン女性、デカン女性）

2007年
- ジェットインパルス（ナオミ・モリファー中尉，PSP）
- 毀滅全人類（少佐）
- Fate/stay night [Realta Nua]（Caster）

2008年
- 戰場女武神（艾蕾諾亞・巴羅多）
- 最終幻想：紛爭（阿尔迪米西娅）
- Fate/unlimited codes（Caster）

2009年
- 蘿樂娜的鍊金工房 ～亞蘭德之鍊金術士～（亞斯特麗德·潔克西絲）

2010年
- 龍之谷（亞勒詹達）
- 噬神者（雨宮椿）
- 尼爾 人工生命（凱寧）
- Marvel vs Capcom 3（翠丝）

2011年
- 紛爭 012：最終幻想（阿尔迪米西娅）
- 最終幻想 零式（アレシア．アルラシア）
- Ultimate Marvel vs Capcom 3（翠丝）
- 梅露露的鍊金工房 ～亞蘭德之鍊金術士3～（亞斯特麗德·潔克西絲）

2013年
- 魔龍寶冠（亞馬遜 Amazon、旁白）

2014年
- 魔兵驚天錄（蓓優妮塔）
- 魔兵驚天錄2（蓓優妮塔）
- 零～濡鸦之巫女～（黑泽密花）
- 任天堂明星大亂鬥3DS/Wii U（蓓優妮塔）

2015年
- Fate/Grand Order（美狄亞、荊軻、卡蜜拉、迷你Nobu〔Caster〕）
- 傳頌之物 虛偽的假面（卡露拉）

2016年
- 傳頌之物 兩人的白皇（卡露拉）

2017年
- 碧藍航線（提爾比茨、胡德）
- 仁王（茶茶）
- 最终幻想 纷争（街机版）（阿尔迪米西娅）

2018年
- 任天堂明星大亂鬥 特別版（蓓優妮塔）

2019年
- 最终幻想 纷争 Opera Omnia（阿尔迪米西娅）
- JUMP FORCE（嘉雷娜）
- 惡魔獵人5（翠丝、伊娃）
- 底特律：变人（沃伦总统）
- 沙加：绯红恩典 绯色的野望（塔瑞娅）
- 聖火降魔錄 英雄雲集（優諾）

2020年
- 守望傳說（聖誕老人小幫手魯）
- 魔法禁书目录 幻想收束（木山春生）

2021年
- 尼爾 人工生命 ver.1.22474487139...（凱寧）
- 破曉傳奇（奧梅朵拉）

2022年
- 魔兵驚天錄3（蓓優妮塔）

2023年
- 原神（萊茵多特）
- 蓓優妮塔 起源︰瑟蕾莎與迷失的惡魔（瑟蕾莎）

2024年
- 女神異聞錄：夜幕魅影（富山佳代）
- 怪物彈珠（瓦妮妲絲）

### 日語配音
- 24小時（第4-5季）（オードリー・レインズ）
- 哥吉拉系列 （オードリー・ティモンズ）
- 六人行 （菲比·布菲 兼阿斯拉(雙胞胎姊姊)）
- 犯罪捜査官 ネイビーファイル （サラ・“マック”マッケンジー）
- ER緊急救命室 （アンナ・デル・アミコ）
- 神鬼傳奇 （伊芙琳·卡納漢）
- 決戰異世界 （西琳）
- 傲慢與偏見（珍・班奈特）
- リベリオン（メアリー・オブライエン）
- 康斯坦汀：驅魔神探（加百列（蒂達·史雲頓））
- 鐵證懸案（莉莉・羅許）
- 飞跃比弗利（Tracy Gaylian）
- ハイ・フィデリティ（リズ）
- 三国演义（何皇后）
- 鬼水怪談西洋篇（達莉雅（珍妮佛·康納莉））
- ターミナル・ベロシティ（ナスターシャ・キンスキー（クリス役））
- ソルジャー・オブ・フォーチュン（マーゴ）
- ギフト（ケイト・ブランシェット（アニー・ウィルソン役））
- インビジブル（リンダ･マッケイ）
- ファム・ファタール（レベッカ・ローミン=ステイモス）
- スターリングラード（ターニャ）
- 月球漫步（英语：A Walk on the Moon）（普爾·坎特羅威茨〈黛安·蓮恩〉）
- 為你瘋狂（英语：Addicted to Love (film)）（琳達〈凱莉·普瑞斯頓〉）
- 絕地戰警（茱莉·莫特〈蒂雅·李歐妮〉）※影碟版。
- 移動世界（瑪莉·萊斯〈黛安·蓮恩〉）※朝日電視台版。
- 愛情限時簽（瑪格麗特・泰特〈珊卓·布拉克〉）
- 亂世佳人（蘇倫·奧哈拉〈伊夫林·凱斯（英语：Evelyn Keyes）〉）※影碟版。
- 網路駭客（英语：Hackers (film)）（瑪格·華萊士〈羅林·布蘭考〉）
- 戀愛刺客（英语：John Tucker Must Die）（洛瑞·斯賓塞〈珍妮·麥卡錫〉）
- 白雪公主：最美麗的女人（英语：Snow White: The Fairest of Them All）（約瑟芬〈韋娜·法米加〉）※影碟版。
- 獵殺（英语：The Hunted (2003 film)）（艾比·達雷爾〈康妮·尼爾森〉）※東京電視台版。
- 妖夜尋狼之魔間叛徒（莎倫娜〈凱特·貝琴薩〉）
- 狂放時尚圈（傑奎琳·卡萊爾〈梅羅拉·哈丁（英语：Melora Hardin）〉）
- 爱x死x机器人《三个机器人》（11-45-G）
- 刀（神秘妓女〈周嘉玲〉）
- 偽能叛變（瑪姬·葛瑞〈羅莎蒙·派克〉）

### 特攝
- 魔法戰隊魔法連者（冥府神ゴーゴン）
- 獸拳戰隊（米雪兒・企鵝）

### 電視演出
- 老天幫幫忙（2005年11月9日於日本地區放映：敦子演出持續3年只給孩子吃泡麵的壞母親･･･令工作室裡其他演出者感到戰慄的優秀演技，而與平常此節目喜劇色彩強烈的印象畫出一道明顯的界線。2007年3月13日開始於台灣地區的JET日本台亦有放映。）

### CD
- アカイイト 廣播劇CD「京洛降魔」（鈴鹿）
- 傳頌之物 廣播劇～トゥスクルの皇后～（カルラ）
- 傳頌之物 廣播劇～トゥスクルの内乱～（カルラ）
- 傳頌之物 廣播劇～トゥスクルの財宝～（カルラ）
- 少年陰陽師　廣播劇CD
- CD Theater Dragon Quest VI（シェーラ）
- コンプレックスハート（岩永哲哉企畫的廣播劇、歌曲ＣＤ）
- 翼を持つ者（抄華）
- Vassalord 廣播劇CD（レイフェル）
- 廣播CD 傳頌之物廣播 CD+CD-ROM Vol.1 傳頌之物廣播特別版

### 廣播劇CD
- 小書痴的下剋上：為了成為圖書管理員不擇手段！ 廣播劇CD2（赫思爾[17]）

### 布袋戲
2016年
- Thunderbolt Fantasy 東離劍遊紀（旁白、妖荼黎）

### 其他
- トップランナー（旁白）
- 未來創造堂（49回中的配音）

## 音樂作品

### 角色歌曲
| 發行日期 | 商品名稱                                            | 歌                     | 樂曲           | 備註                                |
| 1997年   | 1997年                                              | 1997年                 | 1997年         | 1997年                              |
| -------- | --------------------------------------------------- | ---------------------- | -------------- | ----------------------------------- |
| 5月21日  | 馬赫GoGoGo 歌曲集                                   | 塞西爾葉月（田中敦子） | 「ICE & HEAT」 | 電視動畫《馬赫GoGoGo》相關歌曲      |
| 2007年   |                                                     |                        |                |                                     |
| 4月25日  | Fate/stay night 角色形象歌曲 V：Caster（GNCA-0046） | Caster（田中敦子）     | 「」 「」      | 電視動畫《Fate/stay night》相關歌曲 |

## 外部連結
- 田中敦子のCafe＊Central Park/田中敦子的公式個人部落格（日語）（页面存档备份，存于）
- 事務所公開簡歷 （日語） （页面存档备份，存于）
- 田中敦子的X（前Twitter）（日語）